# MullMuzzler
MullMuzzler era a banda de metal progressivo solo do vocalista do Dream Theater, James LaBrie, antes que ele começasse a gravar sobre o seu próprio nome, em 2005, com o álbum Elements of Persuasion. A banda tem em seus integrantes James LaBrie, Bryan Beller, Matt Guillory, Mike Mangini e Mike Keneally.[carece de fontes?] Como a gravadora Magna Carta não permitiu a gravação sobre o nome de James Labrie, foi escolhido o nome MullMuzzler, que significa reprimir os pensamentos individuais antes que possam ser expressos de qualquer maneira.
Logo depois, ele negociou a carreira solo sobre seu nome, embora ainda não seja permitido declarar os trabalhos de MullMuzzler como seus trabalhos solo.

## Membros
- James Labrie (Dream Theater) - vocais
- Bryan Beller (Steve Vai) - baixo
- Matt Guillory - teclados
- Mike Mangini (Steve Vai) - bateria
- Mike Keneally - guitarra

## Discografia
- Keep It to Yourself (1999)
- James LaBrie's MullMuzzler 2 (2001)